# Xu Xilin

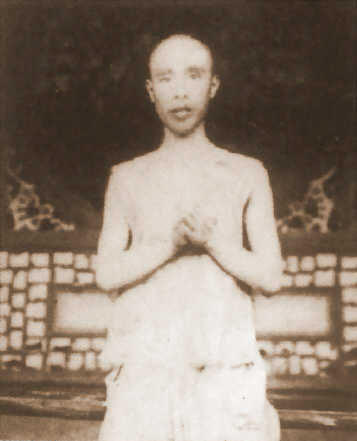
Xu Xilin

Xu Xilin (traditionell: 徐錫麟; vereinfacht: 徐锡麟; Pinyin xú xīlín; * 1873; † 7. Juli 1907) war ein chinesischer Revolutionsführer in der späten Qing-Dynastie.
Er wurde 1873 in Shaoxing in der Provinz Zhejiang geboren. 1893 erwarb er den Xiucai, den untersten Grad im traditionellen chinesischen Prüfungssystem und arbeitete seit 1900 als Lehrer in der örtlichen Schule.
Während seiner Reise nach Japan 1903 beteiligte er sich an der Rettung des berühmten Gelehrten Zhang Taiyan, der wegen seiner revolutionären Gedanken gegen die Qing-Dynastie im Gefängnis saß. Er hatte auch Kontakt zu anderen chinesischen Revolutionären im Exil geschlossen, vor allem über seine Cousine Qiu Jin. Nach der Rückkehr nach Shanghai 1904 stieß er zur Guang Fu Hui und begann im selben Jahr viele Schulen in der Provinz Zhejiang zu gründen, um darin die örtlichen Rebellen zu organisieren.
1906 kaufte er sich einen mittelrangigen Posten in der Regierung und wurde in die Provinz Anhui versetzt. Er wollte dort auch die Armee für die Revolution zu gewinnen. 1907 wurde er zum Leiter der dortigen Polizei und der Polizeischule befördert und fing an, seinen Revolutionsplan zu verwirklichen. Geplant war ein Aufruhr am 19. Juli 1907. Nachdem dieser Plan verraten wurde, entschloss er sich, die Rebellion frühzeitig am 6. Juli anlässlich der Abschlussfeier der Polizeischule zu beginnen. En Ming, der Gouverneur der Provinz Anhui wurde in diesem Aufruhr erschossen. Nach einem vierstündigen Kampf unterlag er der Überlegenheit seiner Gegner und wurde verhaftet. Am nächsten Tag wurde er exekutiert.